# 吕炳安
吕炳安（1917年11月—1967年1月21日），河北省深泽县营里村人。中国人民解放军开国少将。

## 生平
1933年，加入中国共产党。1937年参加八路军。任八路军冀中军区第三军分区连指导员、冀中第八军分区营教导员、第37地区队政治处主任，冀中第31团政委。
第二次国共内战时期，1945年12月任冀察热辽军区第27旅31团政委、1946年4月任热东军分区辽西支队副政委、1946年12月任热东军分区独立第一团政委、1947年5月任冀察热辽独立18旅52团政委、1947年8月任热东军分区政治部主任、1949年3月任第十三兵团政治部宣传部部长、1949年10月任第13兵团政治部直工部部长。
1949年后，任广西军区政治部组织部部长、广西军区政治部副主任、1952年12月任广西军区政治部主任、1953年9月中南军区政治部保卫部部长、1954年入军事学院政治速成系学习。1956年7月任总政治部群众工作部副部长、1957年5月任武汉军区政治部副主任。1961年8月晋升少将军衔。